# VN-vredesmacht
VN-Vredesmacht (officieel: Vredeshandhaving door de Verenigde Naties, Engels: United Nations Peacekeeping, afgekort UNP) is een rol die wordt bekleed door het Departement Vredes Operaties (Engels: Department of Peace Operations, afgekort DPO) als een "instrument dat door de organisatie is ontwikkeld als een manier om landen te helpen die door conflicten zijn verscheurd om de voorwaarden voor duurzame vrede te creëren". Het onderscheidt zich van vredesafdwinging, vredesopbouw en vredestichten, hoewel de Verenigde Naties erkennen dat alle activiteiten "elkaar wederzijds versterken" en dat overlapping tussen hen in de praktijk frequent is.
Vredeshandhavers volgen en observeren vredesprocessen in conflictgebieden en helpen ex-strijders bij het uitvoeren van de vredesakkoorden die ze mogelijk hebben ondertekend. Dergelijke bijstand is er in vele vormen, waaronder vertrouwenwekkende maatregelen, machtsdelingsregelingen, electorale steun, versterking van de rechtsstaat en economische en sociale ontwikkeling. Dienovereenkomstig kunnen VN-vredeshandhavers soldaten, politieagenten en burgerpersoneel omvatten. Soldaten die lid zijn van deze vredesmacht worden blauwhelmen of blauwe baretten genoemd.
Het Handvest van de Verenigde Naties geeft de Veiligheidsraad van de Verenigde Naties de macht en verantwoordelijkheid om collectieve actie te ondernemen om de internationale vrede en veiligheid te handhaven. Om deze reden kijkt de internationale gemeenschap gewoonlijk naar de Veiligheidsraad om vredeshandhavingsoperaties goed te keuren via hoofdstuk VII-machtigingen.
De meeste van deze operaties worden opgezet en uitgevoerd door de Verenigde Naties zelf, met troepen die onder operationele controle van de VN dienen. In deze gevallen blijven vredeshandhavers lid van hun respectieve strijdkrachten en vormen ze geen onafhankelijk "VN-leger", omdat de VN niet over een dergelijke troepenmacht beschikt. In gevallen waarin directe betrokkenheid van de VN niet passend of haalbaar wordt geacht, machtigt de Raad regionale organisaties zoals de NAVO, de Economische Gemeenschap van West-Afrikaanse Staten, of coalities van bereidwillige landen om vredeshandhavings- of vredeshandhavingstaken op zich te nemen.

## Geschiedenis

Lidstaten
Lidstaten
Observerende staten

De vredesmacht werd in 1948 opgericht, toen soldaten van de Verenigde Naties in het Midden-Oosten werden gelegerd om toezicht te houden op een overeenkomst tussen Israël en zijn buurlanden. Tijdens de Suezcrisis van 1956 kwam de Canadese diplomaat Lester Bowles Pearson met het idee dat de Verenigde Naties troepen zouden sturen om er zeker van te zijn dat alle partijen zich zouden houden aan het staakt-het-vuren dat in 1957 werd ingesteld. Aanvankelijk wilde hij alleen Canadese soldaten sturen, maar dit plan werd met argwaan ontvangen. De uiteindelijke legermacht die werd gestuurd bestond uit soldaten van meerdere VN-landen.

## Formatie
Zodra een vredesverdrag is onderhandeld, kunnen de betrokken partijen de Verenigde Naties vragen om een vredesmacht om toezicht te houden op verschillende elementen van het overeengekomen plan. Dit wordt vaak gedaan omdat een groep die wordt gecontroleerd door de Verenigde Naties minder geneigd is om de belangen van een partij te volgen, omdat deze zelf wordt gecontroleerd door vele groepen, namelijk de 15-koppige Veiligheidsraad en het opzettelijk diverse secretariaat van de Verenigde Naties.
Als de Veiligheidsraad de oprichting van een missie goedkeurt, begint het Department of Peacekeeping Operations (DPO) met het plannen van de benodigde elementen. Op dit punt wordt het senior leiderschapsteam geselecteerd. Het departement zal dan bijdragen van de lidstaten vragen. Aangezien de VN geen vaste troepenmacht of voorraden heeft, moet zij ad hoc coalities vormen voor elke taak die wordt ondernomen. Terwijl de vredesmacht wordt samengesteld, worden verschillende diplomatieke activiteiten ondernomen door VN-medewerkers. De exacte omvang en sterkte van de strijdmacht moet worden goedgekeurd door de regering van de natie op wiens grondgebied het conflict zich bevindt. De Rules of Engagement moeten worden ontwikkeld en goedgekeurd door zowel de betrokken partijen als de Veiligheidsraad. Deze geven het specifieke mandaat en de reikwijdte van de missie (bijvoorbeeld wanneer mogen de vredeshandhavers, indien bewapend, geweld gebruiken en waar mogen ze binnen het gastland naartoe). Vaak zal het verplicht zijn dat vredeshandhavers gastheer zijn wanneer ze hun basis verlaten. Deze complexiteit heeft problemen veroorzaakt in het veld. Wanneer alle afspraken er zijn, het benodigde personeel is samengesteld en de Veiligheidsraad definitief toestemming heeft gegeven, worden de vredeshandhavers ingezet in de betreffende regio.

## Missies

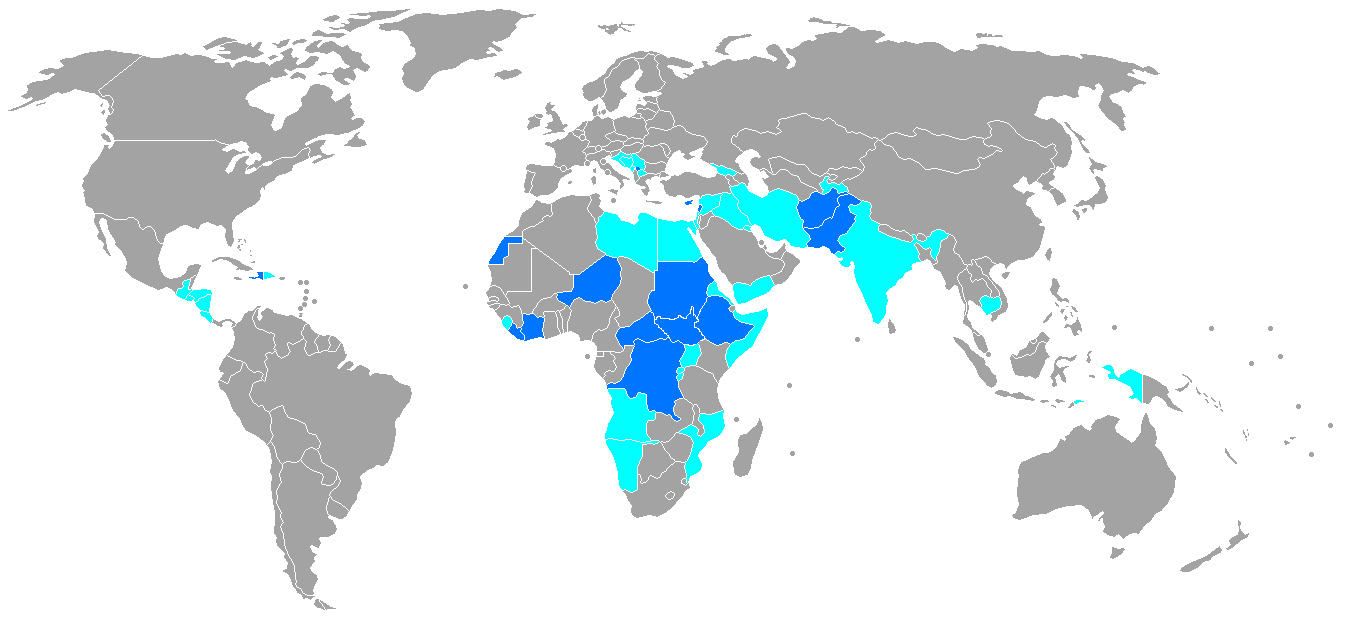
Missies van de VN-vredesmacht
Lopende missie
Missie beëindigd

Initiatieven voor vredesoperaties door de VN-vredesmacht verschillen van kleine, diplomatieke of politieke delegaties tot grote mobilisaties van vredestroepen. Het VN-Handvest bepaalt dat om te helpen bij het handhaven van vrede en veiligheid over de hele wereld, alle lidstaten van de VN de nodige strijdkrachten en faciliteiten ter beschikking van de Veiligheidsraad moeten stellen. Sinds 1948 hebben bijna 130 landen militair en civiel politiepersoneel bijgedragen aan vredesoperaties. Hoewel gedetailleerde gegevens van al het personeel dat sinds 1948 in vredesmissies heeft gediend niet beschikbaar zijn, wordt geschat dat tot een miljoen soldaten, politieagenten en burgers in de afgelopen 56 jaar onder de VN-vlag hebben gediend. Vanaf juni 2013 droegen 114 landen in totaal 91.216 militaire waarnemers, politie en troepen bij aan vredeshandhavingsoperaties van de Verenigde Naties.
Op 31 augustus 2020 droegen 120 landen in totaal 81.820 personeelsleden bij aan vredeshandhavingsoperaties, waarbij Bangladesh de telling aanvoerde (6.731), gevolgd door Ethiopië (6.662) en Rwanda (6.322). Vanaf maart 2008 werkten naast militair en politiepersoneel 5.187 internationale civiele personeelsleden, 2.031 VN-vrijwilligers en 12.036 lokale civiele personeelsleden in VN-vredeshandhavingsmissies. Ongeveer 4,5% van de troepen en civiele politie die worden ingezet bij VN-Vredesmissies komt uit de Europese Unie en minder dan één procent uit de Verenigde Staten (VS).
Tot oktober 2018 waren 3.767 mensen uit meer dan 100 landen gedood tijdens het dienen op vredesmissies. Veel van hen kwamen uit India (163), Nigeria (153), Pakistan (150), Bangladesh (146) en Ghana (138). De eerste soldaat die tijdens een VN-operatie om het leven kwam was de Fransman René de Labarrière.
Behalve het stoppen van conflicten, probeert de VN-vredesmacht ook te voorkomen dat gespannen situaties escaleren tot vuurgevechten. Tevens helpen ze bij de wederopbouw van een door oorlog verscheurd gebied. Dit wordt "peacebuilding" genoemd. Hierbij gaat aandacht naar de heropbouw van de burgerlijke maatschappij en een minimaal herstel van de sociale cohesie, noodzakelijke voorwaarden voor een duurzame vrede. Kernbegrippen in deze denkoefening zijn dan ook "institution building", "réhabilitation socio-économique" en "justice transitionnelle".
De VN-vredesmacht wordt over het algemeen alleen ingezet indien beide partijen van een conflict hun aanwezigheid accepteren. De troepen die deelnemen zijn onder te verdelen in twee soorten: observators en militairen. De observators zijn ongewapend. De militaire troepen mogen hun wapens alleen ter zelfverdediging gebruiken.

## Huidige missies
De actuele missie zijn (2022):
| Start   | Naam                                                                                             | Afkorting | Locatie                       | Conflict                                             |
| ------- | ------------------------------------------------------------------------------------------------ | --------- | ----------------------------- | ---------------------------------------------------- |
| 05-1948 | United Nations Truce Supervision Organization                                                    | UNTSO     | Midden-Oosten                 | Monitort brandhaarden en ondersteunt UNDOF en UNIFIL |
| 01-1949 | United Nations Military Observer Group in India and Pakistan                                     | UNMOGIP   | India Pakistan                | Kasjmirconflict                                      |
| 03-1964 | United Nations Peacekeeping Force in Cyprus                                                      | UNFICYP   | Cyprus                        | Conflict om Cyprus                                   |
| 05-1974 | United Nations Disengagement Observer Force                                                      | UNDOF     | Israël Syrië                  | Conflict om de Golanhoogten                          |
| 03-1978 | United Nations Interim Force in Lebanon                                                          | UNIFIL    | Libanon                       | Invasie door Israël en Israëlisch-Libanese Oorlog    |
| 04-1991 | United Nations Mission for the Referendum in Western Sahara (territory of Morocco)               | MINURSO   | Westelijke Sahara/SADR        | Strijd tussen Marokko en Polisario                   |
| 06-1999 | United Nations Interim Administration Mission in Kosovo                                          | UNMIK     | Servië                        | Kosovo-oorlog                                        |
| 07-2010 | United Nations Organization Stabilization Mission in the Democratic Republic of the Congo        | MONUSCO   | Congo-Kinshasa                | Tweede Congo-oorlog                                  |
| 07-2011 | United Nations Mission in the South Sudan                                                        | UNMISS    | Soedan                        | Burgeroorlog in Zuid Soedan                          |
| 07-2011 | United Nations Interim Security Force for Abyei                                                  | UNISFA    | Soedan                        | Veiligheid van Abyei (regio)                         |
| 04-2013 | United Nations Multidimensional Integrated Stabilization Mission in Mali                         | MINUSMA   | Mali                          | Stabiliseren veiligheid in Mali                      |
| 04-2014 | United Nations Multidimensional Integrated Stabilization Mission in the Central African Republic | MINUSCA   | Centraal-Afrikaanse Republiek | Burgeroorlog Centraal-Afrikaanse Republiek           |

## Missies in het verleden
Missies die zijn afgesloten zijn (2021):
| Start   | Eind    | Naam                                                                                   | Afkorting  | Locatie                                             | Conflict                                                              |
| ------- | ------- | -------------------------------------------------------------------------------------- | ---------- | --------------------------------------------------- | --------------------------------------------------------------------- |
| 11-1956 | 06-1967 | First United Nations Emergency Force                                                   | UNEF I     | Egypte Israël                                       | Suezcrisis, Zesdaagse Oorlog                                          |
| 06-1958 | 12-1958 | United Nations Observation Group in Lebanon                                            | UNOGIL     | Libanon                                             | Libanoncrisis (1958)                                                  |
| 07-1960 | 06-1964 | United Nations Operation in the Congo                                                  | ONUC       | Congo-Leopoldstad                                   | Congocrisis                                                           |
| 10-1962 | 04-1963 | United Nations Security Force in West New Guinea                                       | UNSF       | Indonesië                                           | Indonesische overname van West Nieuw-Guinea van kolonisator Nederland |
| 06-1963 | 09-1964 | United Nations Yemen Observation Mission                                               | UNYOM      | Jemen                                               | Burgeroorlog in Jemen                                                 |
| 05-1965 | 10-1966 | Mission of the Representative of the Secretary-General in the Dominican Republic       | DOMREP     | Dominicaanse Republiek                              | Amerikaanse bezetting van de Dominicaanse Republiek                   |
| 09-1965 | 03-1966 | United Nations India-Pakistan Observation Mission                                      | UNIPOM     | India Pakistan                                      | Oorlog tussen Pakistan en India in 1965                               |
| 10-1973 | 07-1979 | Second United Nations Emergency Force                                                  | UNEF II    | Egypte Israël                                       | Jom Kipoeroorlog                                                      |
| 05-1988 | 03-1990 | United Nations Good Offices Mission in Afghanistan and Pakistan                        | UNGOMAP    | Afghanistan Pakistan                                | Afghaanse Oorlog (1979-1989)                                          |
| 08-1988 | 02-1991 | United Nations Iran-Iraq Military Observer Group                                       | UNIIMOG    | Iran Irak                                           | Oorlog Iran-Irak                                                      |
| 04-1989 | 03-1990 | United Nations Transition Assistance Group                                             | UNTAG      | Zuidwest-Afrika                                     | Onafhankelijkheidsoorlog Namibië                                      |
| 11-1989 | 01-1992 | United Nations Observer Group in Central America                                       | ONUCA      | Costa Rica El Salvador Guatemala Honduras Nicaragua | Burgeroorlog in Nicaragua                                             |
| 12-1989 | 06-1991 | United Nations Angola Verification Mission I                                           | UNAVEM I   | Angola                                              | Angolese Burgeroorlog                                                 |
| 10-1991 | 03-1992 | United Nations Advance Mission in Cambodia                                             | UNAMIC     | Cambodja                                            | Vietnamese bezetting van Cambodja (1979-1989)                         |
| 04-1991 | 10-2003 | United Nations Iraq-Kuwait Observation Mission                                         | UNIKOM     | Irak Koeweit                                        | Golfoorlog                                                            |
| 05-1991 | 02-1995 | United Nations Angola Verification Mission II                                          | UNAVEM II  | Angola                                              | Angolese Burgeroorlog                                                 |
| 05-1991 | 05-1995 | United Nations Observer Mission in El Salvador                                         | ONUSAL     | El Salvador                                         | Burgeroorlog in El Salvador                                           |
| 02-1992 | 09-1993 | United Nations Transitional Authority in Cambodia                                      | UNTAC      | Cambodja                                            | Vietnamese bezetting van Cambodja (1979-1989)                         |
| 02-1992 | 03-1995 | United Nations Protection Force                                                        | UNPROFOR   | Bosnië en Herzegovina Kroatië Macedonië Joegoslavië | Bosnische Burgeroorlog                                                |
| 04-1992 | 03-1993 | United Nations Operation in Somalia I                                                  | UNOSOM I   | Somalië                                             | Burgeroorlog in Somalië                                               |
| 12-1992 | 12-1994 | United Nations Operation in Mozambique                                                 | ONUMOZ     | Mozambique                                          | Burgeroorlog in Mozambique                                            |
| 03-1993 | 03-1995 | United Nations Operation in Somalia II                                                 | UNOSOM II  | Somalië                                             | Burgeroorlog in Somalië                                               |
| 06-1993 | 09-1994 | United Nations Observer Mission Uganda-Rwanda                                          | UNOMUR     | Rwanda Oeganda                                      | Burgeroorlog in Rwanda                                                |
| 08-1993 | 06-2009 | United Nations Observer Mission in Georgia                                             | UNOMIG     | Georgië                                             | Georgisch-Abchazisch conflict                                         |
| 09-1993 | 06-1996 | United Nations Mission in Haiti                                                        | UNMIH      | Haïti                                               | Coup van 1991 en militaire overheersing van Haïti                     |
| 09-1993 | 09-1997 | United Nations Observer Mission in Liberia                                             | UNOMIL     | Liberia                                             | Eerste Liberiaanse Burgeroorlog                                       |
| 10-1993 | 03-1996 | United Nations Assistance Mission for Rwanda                                           | UNAMIR     | Rwanda                                              | Burgeroorlog in Rwanda                                                |
| 05-1994 | 06-1994 | United Nations Aouzou Strip Observer Group                                             | UNASOG     | Tsjaad Libië                                        | Grensgeschil Libië-Tsjaad (Aouzou Strip)                              |
| 12-1994 | 05-2000 | United Nations Mission of Observers in Tajikistan                                      | UNMOT      | Tadzjikistan                                        | Burgeroorlog Tajikistan                                               |
| 02-1995 | 06-1997 | United Nations Angola Verification Mission III                                         | UNAVEM III | Angola                                              | Angolese Burgeroorlog                                                 |
| 03-1995 | 01-1996 | United Nations Confidence Restoration Operation                                        | UNCRO      | Kroatië                                             | Kroatische Onafhankelijkheidsoorlog                                   |
| 03-1995 | 02-1999 | United Nations Preventive Deployment Force                                             | UNPREDEP   | Macedonië                                           | Bosnische Oorlog                                                      |
| 12-1995 | 12-2002 | United Nations Mission in Bosnia and Herzegovina                                       | UNMIBH     | Bosnië en Herzegovina                               | Bosnische Oorlog                                                      |
| 01-1996 | 01-1998 | United Nations Transitional Authority in Eastern Slavonia, Baranja and Western Sirmium | UNTAES     | Kroatië                                             | Kroatische Onafhankelijkheidsoorlog                                   |
| 02-1996 | 12-2002 | United Nations Mission of Observers in Prevlaka                                        | UNMOP      | Kroatië Joegoslavië                                 | Conflict Joegoslavië en Kroatië over Prevlaka                         |
| 06-1996 | 07-1997 | United Nations Support Mission in Haiti                                                | UNSMIH     | Haïti                                               | Stabilisatie van Haïti's nieuwe democratie                            |
| 01-1997 | 05-1997 | United Nations Verification Mission in Guatemala                                       | MINUGUA    | Guatemala                                           | Burgeroorlog in Guatemala                                             |
| 06-1997 | 02-1999 | United Nations Observer Mission in Angola                                              | MONUA      | Angola                                              | Angolese Burgeroorlog                                                 |
| 07-1997 | 11-1997 | United Nations Transition Mission in Haiti                                             | UNTMIH     | Haïti                                               | Trainen van de Haïtiaanse Nationale Politie                           |
| 11-1997 | 03-2000 | United Nations Civilian Police Mission in Haiti                                        | MIPONUH    | Haïti                                               | Trainen van de Haïtiaanse Nationale Politie                           |
| 01-1998 | 10-1998 | United Nations Civilian Police Support Group                                           | UNCPSG     | Kroatië                                             | Kroatische Onafhankelijkheidsoorlog                                   |
| 03-1998 | 02-2000 | United Nations Mission in the Central African Republic                                 | MINURCA    | Centraal-Afrikaanse Republiek                       | Conflict in de Centraal-Afrikaanse Republiek                          |
| 07-1998 | 10-1999 | United Nations Observer Mission in Sierra Leone                                        | UNOMSIL    | Sierra Leone                                        | Sierra Leoonse Burgeroorlog                                           |
| 06-1999 | 10-1999 | United Nations Mission in East Timor                                                   | UNAMET     | Oost-Timor                                          | Indonesische bezetting van Oost-Timor                                 |
| 10-1999 | 05-2002 | The United Nations Transitional Administration in East Timor                           | UNTAET     | Oost-Timor                                          | Indonesische bezetting van Oost-Timor                                 |
| 10-1999 | 12-2005 | United Nations Mission in Sierra Leone                                                 | UNAMSIL    | Sierra Leone                                        | Sierra Leoonse Burgeroorlog                                           |
| 11-1999 | 06-2010 | United Nations Organization Mission in the Democratic Republic of the Congo            | MONUC      | Congo-Kinshasa                                      | Tweede Congo-oorlog                                                   |
| 03-2000 | 03-2001 | United Nations General Assembly International Civilian Support Mission in Haiti        | MICAH      | Haïti                                               | Trainen van de Haïtiaanse Nationale Politie                           |
| 07-2000 | 07-2008 | United Nations Mission in Ethiopia and Eritrea                                         | UNMEE      | Eritrea Ethiopië                                    | Oorlog tussen Eritrea en Ethiopië                                     |
| 03-2002 | 03-2022 | United Nations Assistance Mission in Afghanistan                                       | UNAMA      | Afghanistan                                         | Oorlog in Afghanistan                                                 |
| 05-2002 | 05-2005 | United Nations Mission of Support in East Timor                                        | UNMISET    | Oost-Timor                                          | Indonesische bezetting van Oost-Timor                                 |
| 05-2003 | 04-2004 | United Nations Operation in Côte d'Ivoire                                              | MINUCI     | Ivoorkust                                           | Burgeroorlog in Ivoorkust                                             |
| 09-2003 | 03-2018 | United Nations Mission in Liberia                                                      | UNMIL      | Liberia                                             | Burgeroorlog in Liberia                                               |
| 04-2004 | 06-2017 | United Nations Operation in Côte d'Ivoire                                              | UNOCI      | Ivoorkust                                           | Burgeroorlog in Ivoorkust                                             |
| 05-2004 | 12-2006 | United Nations Operation in Burundi                                                    | ONUB       | Burundi                                             | Burgeroorlog in Burundi                                               |
| 06-2004 | 10-2017 | United Nations Stabilization Mission in Haiti                                          | MINUSTAH   | Haïti                                               | Rebellie op Haïti (2004)                                              |
| 03-2005 | 07-2011 | United Nations Mission in the Sudan                                                    | UNMIS      | Soedan                                              | Burgeroorlog in Soedan                                                |
| 08-2006 | 12-2012 | United Nations Integrated Mission in Timor-Leste                                       | UNMIT      | Oost-Timor                                          | Crisis op Oost-Timor (2006)                                           |
| 07-2007 | 12-2020 | United Nations/African Union Mission in Darfur                                         | UNAMID     | Soedan                                              | Conflict in Darfoer                                                   |
| 09-2007 | 12-2010 | United Nations Mission in the Central African Republic and Chad                        | MINURCAT   | Tsjaad Centraal-Afrikaanse Republiek                | Darfur conflict en Tsjadische Burgeroorlog (2005-2010)                |
| 04-2012 | 08-2012 | United Nations Supervision Mission in Syria                                            | UNSMIS     | Syrië                                               |                                                                       |
| 10-2017 | 10-2019 | United Nations Mission for Justice Support in Haiti                                    | MINUJUSTH  | Haïti                                               |                                                                       |

## Onderscheidingen
- In 1988 werd de Nobelprijs voor de Vrede toegekend aan de VN-vredesmacht: "Voor het voorkomen van gewapende botsingen en het scheppen van voorwaarden voor onderhandelingen".[5][6]

- De Vredesoperatie van de Verenigde Naties werd onder leiding van Secretaris-generaal Javier Pérez de Cuéllar in 1988 beloond met de Olof Palme-prijs.[7]
De Olof Palme Memorial Prize eert de mannen en vrouwen in de vredesoperaties die de zaak van de vrede met grote moed hebben gediend en nu dienen. Zelfs in donkere tijden en onder moeilijke omstandigheden hebben ze de levensvatbaarheid aangetoond van het idee van collectieve veiligheid zoals vastgelegd in het Handvest van de Verenigde Naties, en de mogelijkheid van gemeenschappelijke veiligheid.

## Misdaden door vredeshandhavers
- Verslaggevers waren getuige van een snelle toename van prostitutie in Cambodja en Mozambique nadat VN-vredestroepen waren binnengetrokken. In de VN-studie "The Impact of Armed Conflict on Children" uit 1996 documenteerde de voormalige first lady van Mozambique Graça Machel: "In 6 van de 12 landenstudies over seksuele uitbuiting van kinderen in situaties van gewapend conflict die voor dit rapport zijn opgesteld, is de komst van vredestroepen in verband gebracht met een snelle toename van kinderprostitutie".[8]

- Gita Sahgal sprak zich in 2004 uit over het feit dat prostitutie en seksueel misbruik overal opduiken waar humanitaire interventie-inspanningen worden opgezet. Ze merkte op: "Het probleem met de VN is dat vredeshandhavingsoperaties helaas hetzelfde lijken te doen als andere legers. Zelfs de voogden moeten bewaakt worden".[9]

1901: Dunant, Passy ·
1902: Ducommun, Gobat ·
1903: Cremer ·
1904: Institut de Droit International ·
1905: Von Suttner ·
1906: Roosevelt ·
1907: Moneta, Renault ·
1908: Arnoldson, Bajer ·
1909: Beernaert, Balluet d'Estournelles de Constant ·
1910: IPB ·
1911: Asser, Fried ·
1912: Root ·
1913: La Fontaine ·
1917: ICRC ·
1919: Wilson ·
1920: Bourgeois ·
1921: Branting, Lange ·
1922: Nansen ·
1925: Chamberlain, Dawes ·
1926: Briand, Stresemann ·
1927: Buisson, Quidde ·
1929: Kellogg ·
1930: Söderblom ·
1931: Addams, Butler ·
1933: Angell ·
1934: Henderson ·
1935: Von Ossietzky ·
1936: Lamas ·
1937: Cecil ·
1938: Office international Nansen pour les réfugiés ·
1944: ICRC ·
1945: Hull ·
1946: Balch, Mott ·
1947: Friends Service Council, American Friends Service Committee ·
1949: Orr ·
1950: Bunche ·
1951: Jouhaux ·
1952: Schweitzer ·
1953: Marshall ·
1954: Hoog Commissariaat voor de Vluchtelingen (UNHCR) ·
1957: Pearson ·
1958: Pire ·
1959: Noel-Baker ·
1960: Luthuli ·
1961: Hammarskjöld ·
1962: Pauling ·
1963: ICRC, IFRC ·
1964: King ·
1965: UNICEF ·
1968: Cassin ·
1969: Internationale Arbeidsorganisatie ·
1970: Borlaug ·
1971: Brandt ·
1973: Kissinger, Lê Đức Thọ ·
1974: MacBride, Satō ·
1975: Sacharov ·
1976: Williams, Corrigan ·
1977: Amnesty International ·
1978: Sadat, Begin ·
1979: Moeder Teresa ·
1980: Esquivel ·
1981: Hoog Commissariaat voor de Vluchtelingen (UNHCR) ·
1982: Myrdal, Robles ·
1983: Wałęsa ·
1984: Tutu ·
1985: IPPNW ·
1986: Wiesel ·
1987: Arias ·
1988: VN-vredesmacht ·
1989: Gyatso ·
1990: Gorbatsjov ·
1991: Suu Kyi ·
1992: Menchú ·
1993: Mandela, De Klerk ·
1994: Arafat, Peres, Rabin ·
1995: Rotblat, Pugwash Conferences on Science and World Affairs ·
1996: Ximenes Belo, Ramos-Horta ·
1997: ICBL, Williams ·
1998: Hume, Trimble ·
1999: AzG ·
2000: Dae-jung ·
2001: VN, Annan ·
2002: Carter ·
2003: Ebadi ·
2004: Maathai ·
2005: IAEA, El-Baradei ·
2006: Grameen Bank, Yunus ·
2007: Gore, IPCC ·
2008: Ahtisaari ·
2009: Obama ·
2010: Liu ·
2011: Johnson Sirleaf, Gbowee, Karman ·
2012: Europese Unie ·
2013: OPCW ·
2014: Satyarthi, Yousafzai ·
2015: Kwartet voor Nationale Dialoog in Tunesië ·
2016: Santos ·
2017: ICAN ·
2018: Mukwege, Murad Basee ·
2019: Ahmed ·
2020: Wereldvoedselprogramma ·
2021: Ressa, Moeratov ·
2022: Bjaljazki, Memorial, Centrum voor Burgerlijke Vrijheden ·
2023: Mohammadi ·
2024: Nihon Hidankyo